# الدهادة (مذيخرة)

تعديل مصدري - تعديل

الدهادة هي إحدى قرى عزلة بني علي بمديرية مذيخرة التابعة لمحافظة إب، بلغ تعداد سكانها 273 نسمة حسب تعداد اليمن لعام 2004.